# The Avril Lavigne Tour
The Avril Lavigne Tour è stato il quinto tour musicale della cantautrice canadese Avril Lavigne, a supporto del suo quinto album in studio Avril Lavigne (2013). 
Composto da 42 concerti, il tour ha visitato sia l'Asia che le Americhe.

## Scaletta
Le seguenti canzoni sono state interpretate da Avril Lavigne al concerto di Rio de Janeiro, non è pertanto rappresentativa di tutti i concerti del tour. 
1. Hello Kitty
2. Girlfriend
3. Rock n Roll
4. Here's to Never Growing Up
5. Smile
6. My Happy Ending
7. I Always Get What I Want
8. Give You What You Like
9. When You're Gone
10. Nobody's Home
11. I'm With You
12. Bad Girl
13. He Wasn't
14. Sk8er Boi
15. Song 2 (Blur Cover)
16. What the Hell
17. Complicated

## Date
| 31 gennaio 2014  | Osaka             | Giappone      | Zepp                                    |
| 1º febbraio 2014 | Tokyo             | Giappone      | Studio Coast                            |
| 3 febbraio 2014  | Yokohama          | Giappone      | Pacifico Yokohama                       |
| 4 febbraio 2014  | Tokyo             | Giappone      | Budokan                                 |
| 5 febbraio 2014  | Tokyo             | Giappone      | Budokan                                 |
| 7 febbraio 2014  | Nagoya            | Giappone      | Nagoya Civic General Gymnasium          |
| 8 febbraio 2014  | Osaka             | Giappone      | Intex Osaka                             |
| 11 febbraio 2014 | Bangkok           | Thailandia    | Impact Arena                            |
| 13 febbraio 2014 | Hong Kong         | Hong Kong     | Asia World Arena                        |
| 15 febbraio 2014 | Singapore         | Singapore     | Singapore Indoor Stadium                |
| 17 febbraio 2014 | Quezon City       | Filippine     | Smart Araneta Coliseum                  |
| 19 febbraio 2014 | Seul              | Corea del Sud | Olympic Hall                            |
| 21 febbraio 2014 | Shanghai          | Cina          | Mercedes-Benz Arena                     |
| 23 febbraio 2014 | Canton            | Cina          | Guangzhou Arena                         |
| 25 febbraio 2014 | Wuhan             | Cina          | Optics Valley Stadium                   |
| 28 febbraio 2014 | Nanchino          | Cina          | Nanjing Olympic Sports Center Gymnasium |
| 2 marzo 2014     | Pechino           | Cina          | MasterCard Center                       |
| 4 marzo 2014     | Hangzhou          | Cina          | Yellow Dragon Sports Center             |
| 7 marzo 2014     | Chengdu           | Cina          | Sichuan Gymnasium                       |
| 9 marzo 2014     | Shenzhen          | Cina          | Shenzhen Bay Sports Center              |
| 12 marzo 2014    | Giacarta          | Indonesia     | Istora Senayan                          |
| 14 marzo 2014    | Kuala Lumpur      | Malaysia      | Stadium Merdeka                         |
| 16 marzo 2014    | Taipei            | Taiwan        | Linkou Stadium                          |
| Sud America      |                   |               |                                         |
| 29 aprile 2014   | San Paolo         | Brasile       | Credicard Hall                          |
| 30 aprile 2014   | San Paolo         | Brasile       | Credicard Hall                          |
| 2 maggio 2014    | Rio de Janeiro    | Brasile       | Citibank Hall                           |
| 3 maggio 2014    | Belo Horizonte    | Brasile       | Chevrolet Hall                          |
| 4 maggio 2014    | Brasilia          | Brasile       | Opera Hall                              |
| 7 maggio 2014    | Buenos Aires      | Argentina     | Estadio Malvinas Argentinas             |
| 9 maggio 2014    | Santiago          | Cile          | Movistar Arena                          |
| Nord America     |                   |               |                                         |
| 13 maggio 2014   | Monterrey         | Messico       | Arena Monterrey                         |
| 14 maggio 2014   | Guadalajara       | Messico       | Auditorio Telmex                        |
| 15 maggio 2014   | Città del Messico | Messico       | Mexico City Arena                       |
| 24 giugno 2014   | Orillia           | Canada        | Casinò Rama                             |
| 25 giugno 2014   | Northfield        | Stati Uniti   | Hard Rock Rocksino Northfield Park      |
| 27 giugno 2014   | Atlanta           | Stati Uniti   | Borgata Hotel Casino & Spa              |
| 28 giugno 2024   | Ledyard           | Stati Uniti   | MGM Grand Theatre                       |
| Asia             |                   |               |                                         |
| 13 agosto 2014   | Nagoya            | Giappone      | Zepp                                    |
| 14 agosto 2014   | Fukuoka           | Giappone      | Zepp                                    |
| 16 agosto 2014   | Osaka             | Giappone      | Maishima Summer Sonic Site              |
| 17 agosto 2014   | Tokyo             | Giappone      | Makuhari Messe                          |
| 19 agosto 2014   | Sapporo           | Giappone      | Zepp                                    |